# Scundu
Scundu est une commune roumaine située dans le județ de Vâlcea.